# Trolejová věž

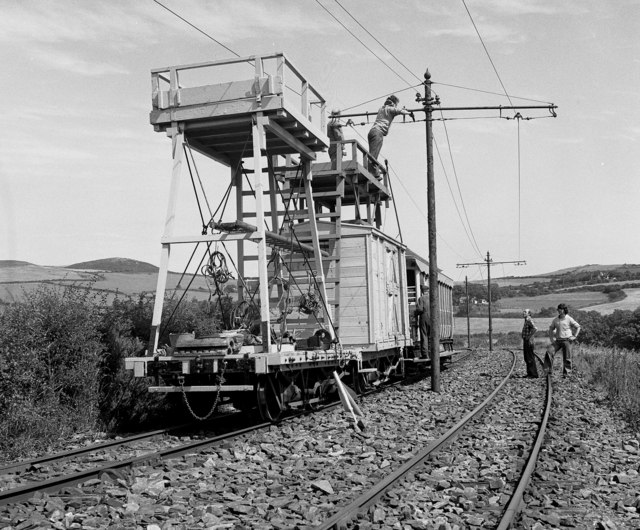
Trolejová věž na plošinovém vagóně

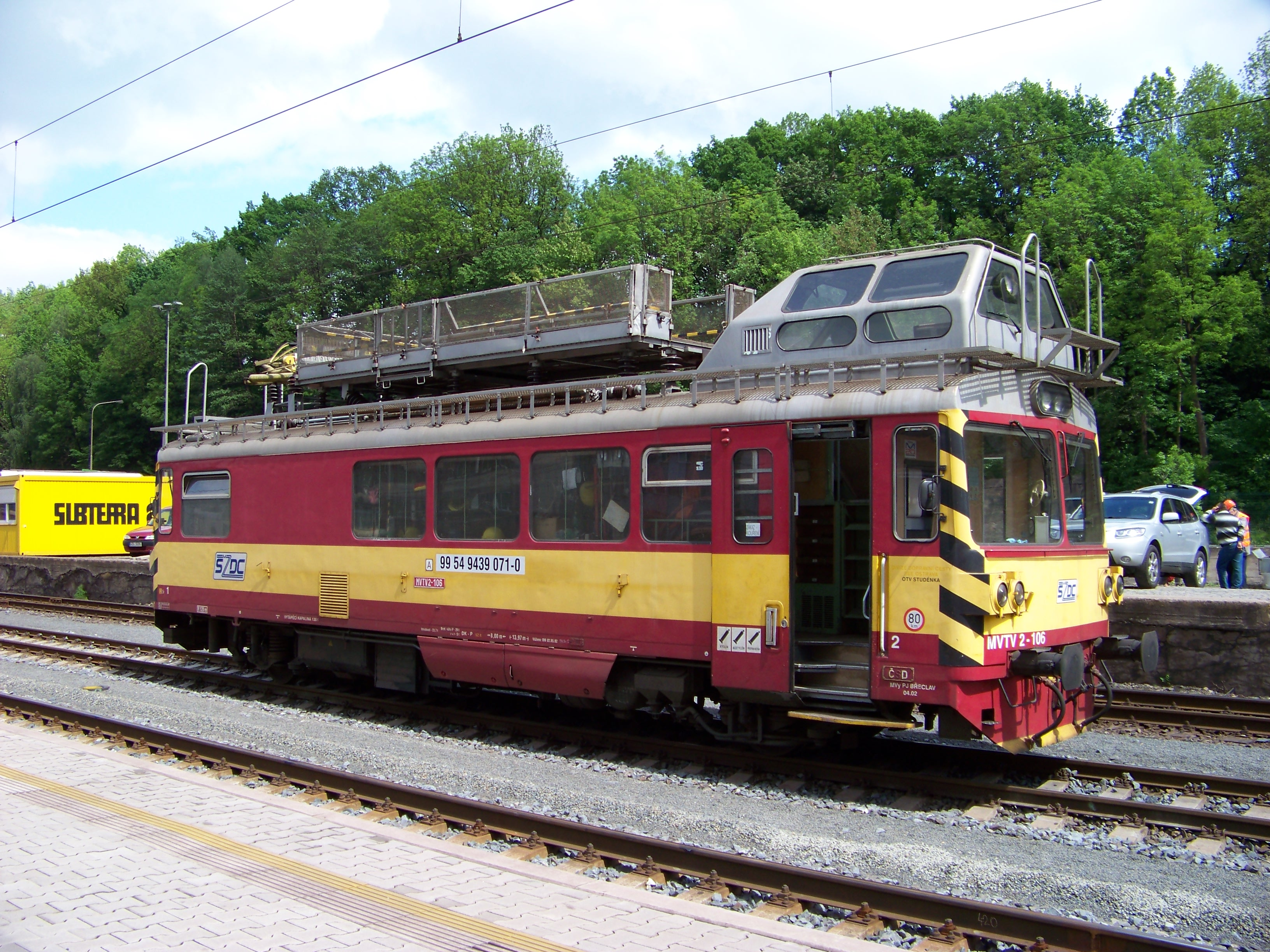
Montážní vůz vrchního vedení MVTV2 (bývalá řada 892)

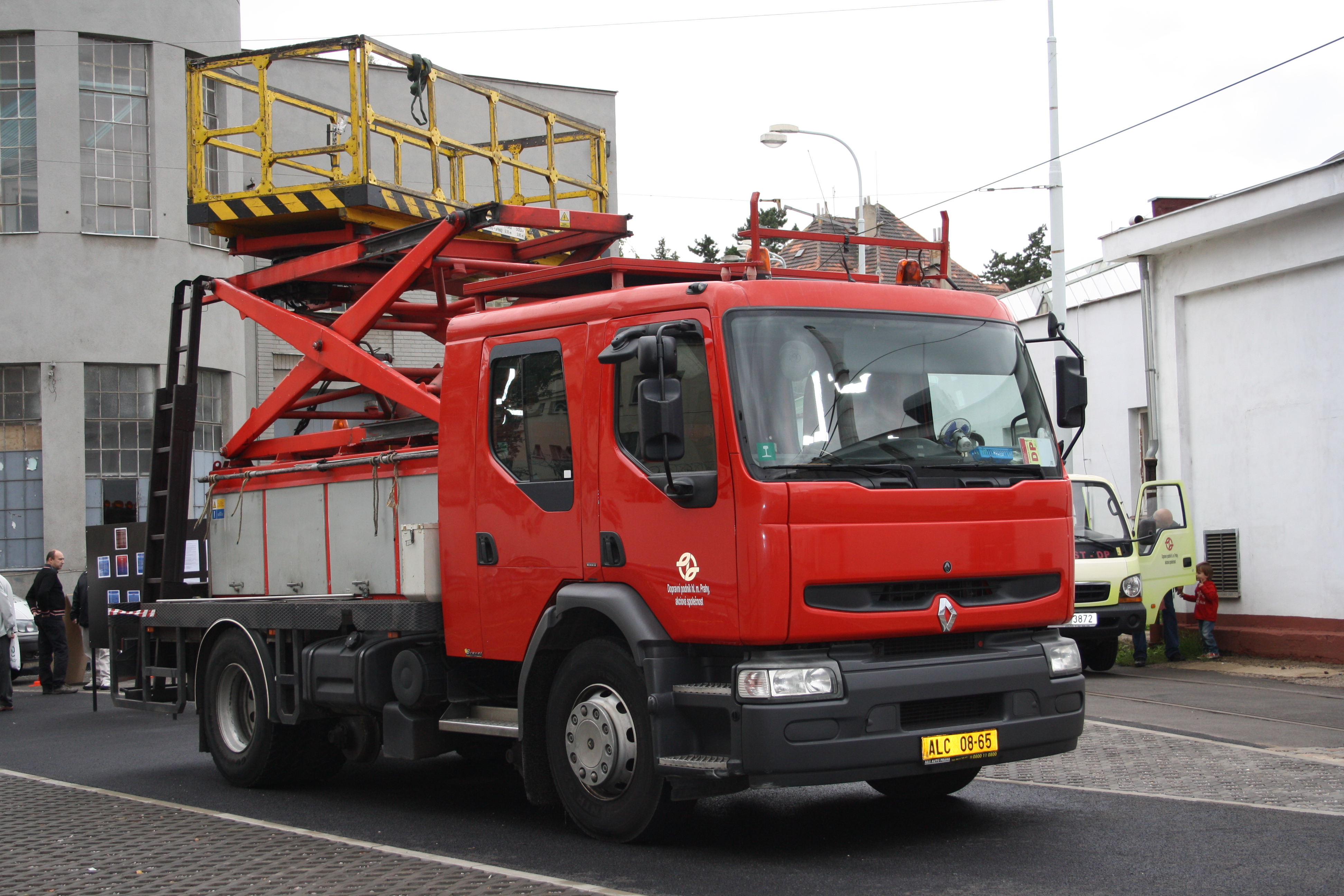
Trolejová věž s nůžkovým zdvihem

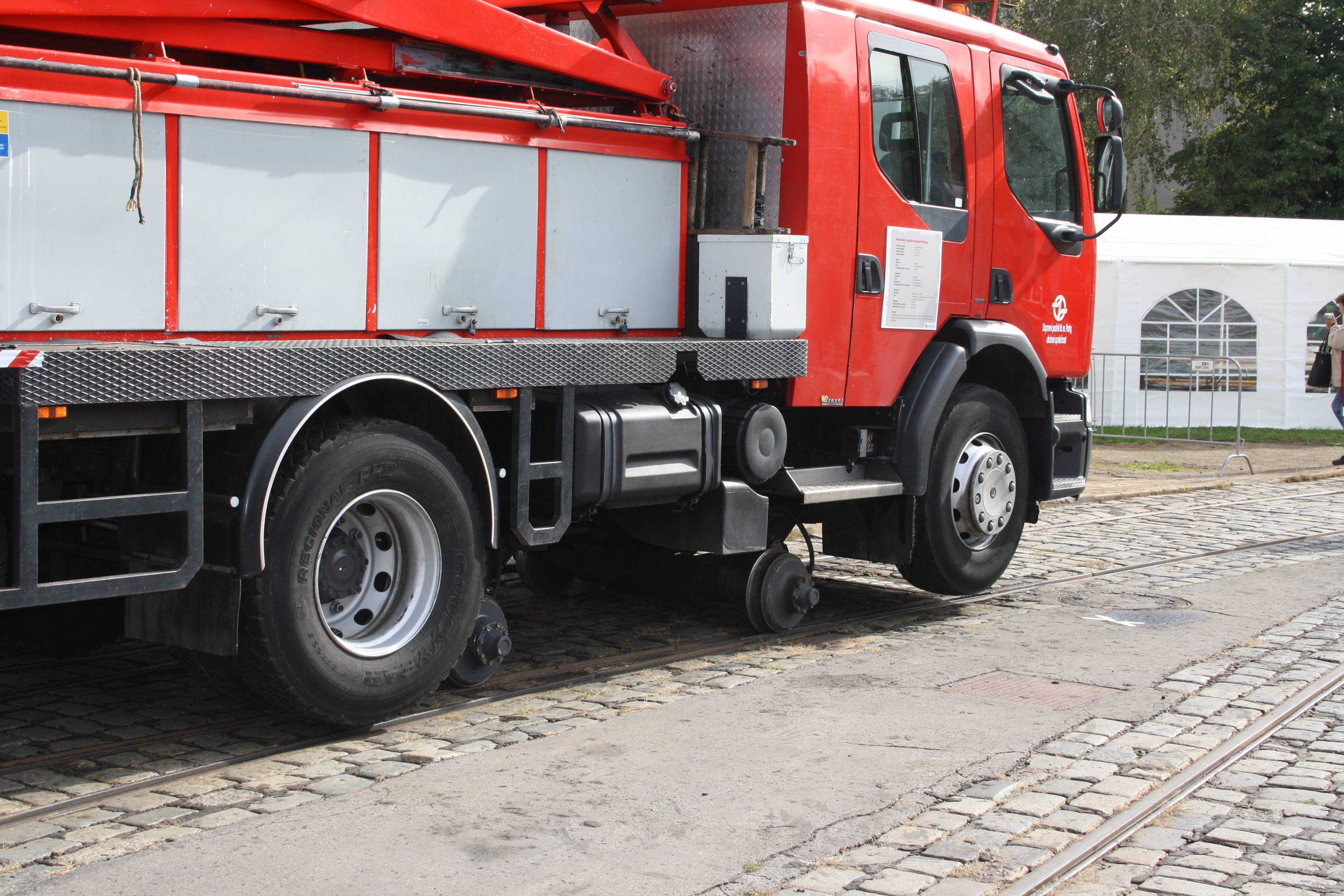
Trolejová věž jako dvoucestné vozidlo

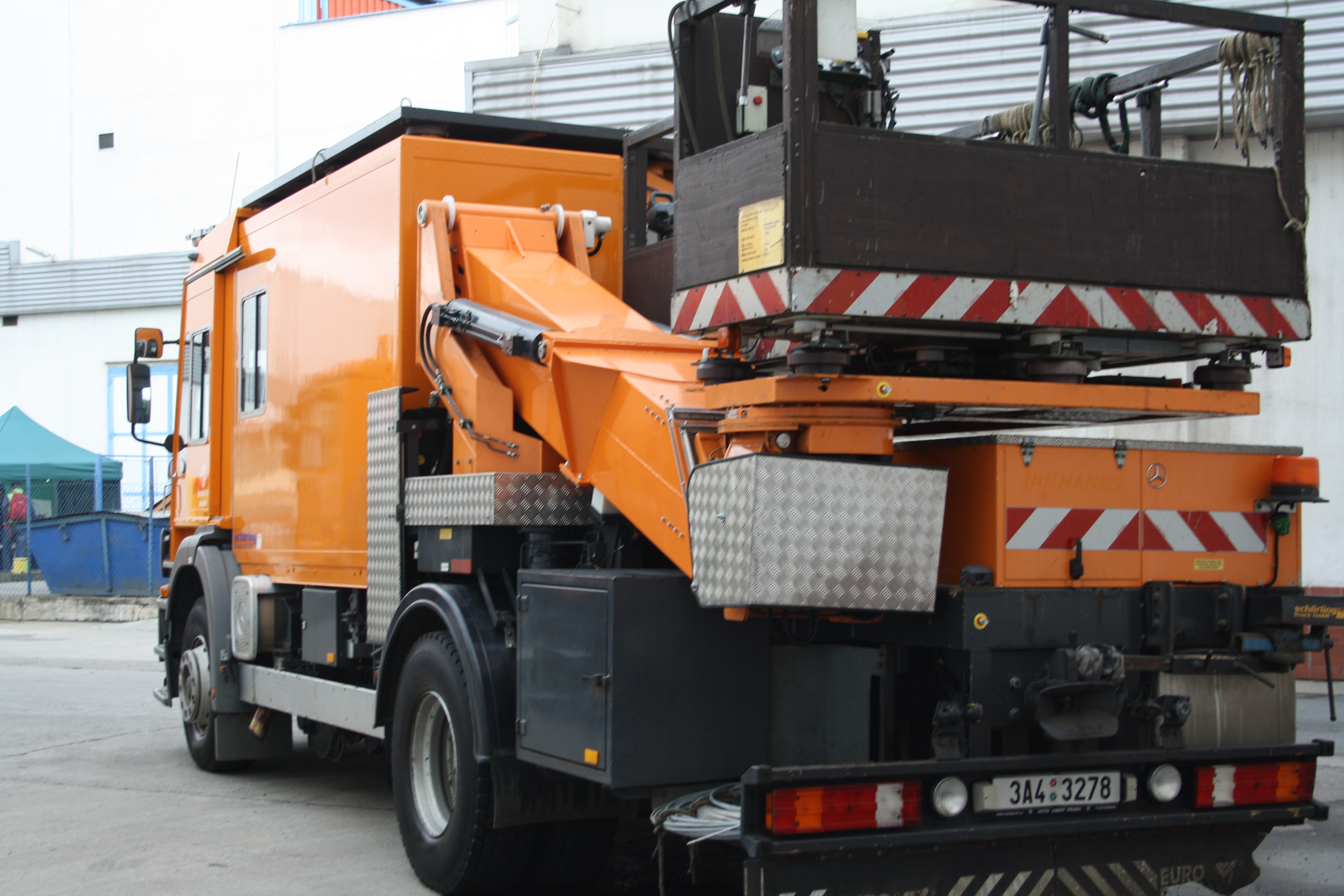
Trolejová věž s teleskopickým výsuvem

Trolejová věž je železniční nebo silniční vozidlo, konstruované speciálně pro práce na vrchním vedení elektrických drah (železnice, tramvaje, trolejbusy). V počátcích elektrifikovaných železnic a tramvajových provozů se užívaly jednoduché a lehké bezmotorové vlečné vozy. V současnosti jsou na železnici používána především vozidla odvozená od motorových vozů lehké stavby. Pro trolejbusy, tramvaje a jim obdobné dráhy se užívají především nákladní automobily se speciální nástavbou.

## Trolejové věže pro železnici
První trolejové věže byly obyčejné plošinové vagóny, na kterých byla postavena jednoduchá dřevěná věž. Díky dřevěné konstrukci a v podstatě nízkému napětí (do 600 V DC) byla pracovní plošina izolovaná a bylo možné pracovat pod napětím.
Vzhledem k rozdílným požadavkům se liší trolejové věže pro stejnosměrné napájecí sítě a pro sítě střídavé. Ve stejnosměrných sítích je možné za určitých podmínek pracovat pod napětím. Pracovní plošina a přístupový žebřík musí být zhotoveny z izolačních materiálů a izolovány od zbytku vozidla. Na střídavých sítích není práce pod napětím možná a opravy, případně kontroly a revize lze provádět pouze za beznapěťového stavu.
Běžnými vozidly pro údržbu a revize trolejového vedení na železnici jsou v současnosti vozidla odvozená od osobních motorových vozů. Zástupcem těchto vozidel na českých kolejích je motorový vůz 892. Na střeše vozidla je kabina pro kontrolu vrchního vedení a izolovaná pracovní plošina. Uvnitř vozidla je jednoduché dílenské vybavení a zázemí pro posádku.

## Trolejové věže pro tramvajové a trolejbusové tratě
V tramvajových a trolejbusových provozech se pro stavbu a údržbu trolejového vedení využívají nákladní automobily se speciální nástavbou. Stejnosměrné napětí (600 nebo 750 V) dovoluje práci pod napětím. Izolovaná pracovní plošina je nejen výškově výsuvná, ale je možné ji natáčet pro pohodlnější práci. Pracovní plošiny jsou buď s nůžkovým zdvihem, kdy se po zvednutí otáčí pouze vlastní pracovní plocha, nebo kloubově – teleskopické, kdy na konci ramene je jen koš pro obsluhu a rameno se natáčí celé – točna je na ploše automobilu. Tyto automobily jsou běžně vybaveny skříňkami na nářadí a pomocný materiál a prodlouženou kabinou pro převoz obsluhy. Konstrukce je v mnohém obdobná jako u pojízdných dílen nebo zásahových automobilů hasičů. Automobily užívané pro údržbu tramvajových sítí mohou být vybaveny pomocnou konstrukcí, umožňující pojezd po kolejích (dvoucestné vozidlo).